# Cultura lupembana
La cultura lupembana è una cultura dell'Età della Pietra sviluppatasi a partire dalla zona del bacino del fiume Congo e in seguito diffusa in diverse aree dell'Africa centrale. Tradizionalmente si riteneva che questa cultura si fosse sviluppata fra il 30.000 e il 12.000 a.C.; in seguito, reperti trovati presso i Fiumi Gemelli in Zambia e Muguruk in Kenya sono stati datati fino a circa 300.000 anni fa. I reperti tipici di questa cultura sono punte foliate scolpite su due facce, che potrebbero avere avuto anche la funzione di punte di lancia o di utensili per la lavorazione del legno. Fra i siti archeologici principali relativi a questa cultura ci sono le cascate Kalambo (al confine fra Zambia e Tanzania) e Dundo (in Angola). La cultura lupembana presenta diverse affinità con quella sangoana e quella del paleolitico medio nubiano.